# 卡拉加利村
卡拉加利村（俄语：Село Карагали）是俄罗斯联邦阿斯特拉罕州普里沃尔日耶区所属的一个村。其下辖有1个居民点，行政中心为卡拉加利。据2015年统计，该村的人口为2771人。